# Alcaudete
Alcaudete è un comune spagnolo di 11 154 abitanti situato nella comunità autonoma dell'Andalusia.

## Amministrazione

### Gemellaggi
- Manlleu
- Santa Margarida de Montbui